# Campeonato Mundial de Snowboard de 2015 - Snowboard cross masculino
A prova do snowboard cross masculino do Campeonato Mundial de Snowboard de 2015 foi disputado entre 16 e 17 de janeiro  em Kreischberg na Áustria.

## Medalhistas
| Ouro                 | Prata            | Bronze                 |
| Luca Matteotti (ITA) | Kevin Hill (CAN) | Nick Baumgartner (USA) |

## Resultado qualificatório
A qualificação ocorreu dia 16 de janeiro.
| Colocação | Bib | Nome                 | Nacionalidade  | Descida 1 | Colocação | Descida 2 | Colocação | Melhor    | Diff     | Notas |
| --------- | --- | -------------------- | -------------- | --------- | --------- | --------- | --------- | --------- | -------- | ----- |
| 1         | 22  | Alex Pullin          | Austrália      | 1:00.06   | 1         |           |           | 1:00.06   |          | Q     |
| 2         | 2   | Lucas Eguibar        | Espanha        | 1:00.35   | 2         |           |           | 1:00.35   | +0.29    | Q     |
| 3         | 11  | Markus Schairer      | Áustria        | 1:00.76   | 3         |           |           | 1:00.76   | +0.70    | Q     |
| 4         | 24  | Tommaso Leoni        | Itália         | 1:00.76   | 3         |           |           | 1:00.76   | +0.70    | Q     |
| 5         | 6   | Alex Deibold         | Estados Unidos | 1:00.98   | 5         |           |           | 1:00.98   | +0.92    | Q     |
| 6         | 16  | Nikolay Olyunin      | Rússia         | 1:01.03   | 6         |           |           | 1:01.03   | +0.97    | Q     |
| 7         | 5   | Pierre Vaultier      | França         | 1:01.03   | 6         |           |           | 1:01.03   | +0.97    | Q     |
| 8         | 3   | Kevin Hill           | Canadá         | 1:01.08   | 8         |           |           | 1:01.08   | +1.02    | Q     |
| 9         | 21  | Emanuel Perathoner   | Itália         | 1:01.09   | 9         |           |           | 1:01.09   | +1.03    | Q     |
| 10        | 19  | Nick Baumgartner     | Estados Unidos | 1:01.19   | 10        |           |           | 1:01.19   | +1.13    | Q     |
| 11        | 31  | Cameron Bolton       | Austrália      | 1:01.20   | 11        |           |           | 1:01.20   | +1.14    | Q     |
| 12        | 12  | Christopher Robanske | Canadá         | 1:01.26   | 12        |           |           | 1:01.26   | +1.20    | Q     |
| 13        | 14  | Konstantin Schad     | Alemanha       | 1:01.27   | 13        |           |           | 1:01.27   | +1.21    | Q     |
| 14        | 20  | Lluis Marin Tarroch  | Andorra        | 1:01.39   | 14        |           |           | 1:01.39   | +1.33    | Q     |
| 15        | 4   | Regino Hernandez     | Espanha        | 1:01.53   | 15        |           |           | 1:01.53   | +1.47    | Q     |
| 16        | 23  | Jussi Taka           | Finlândia      | 1:01.55   | 16        |           |           | 1:01.55   | +1.49    | Q     |
| 17        | 7   | Anton Lindfors       | Finlândia      | 1:01.73   | 19        | 1:01.17   | 1         | 1:01.17   | +1.11    | q     |
| 18        | 15  | Luca Matteotti       | Itália         | 1:01.59   | 17        | 1:01.53   | 2         | 1:01.53   | +1.47    | q     |
| 19        | 30  | Julian Lueftner      | Áustria        | 1:01.59   | 18        | 1:02.12   | 6         | 1:01.59   | +1.53    | q     |
| 20        | 26  | Alessandro Hämmerle  | Áustria        | 1:01.73   | 20        | 1:02.25   | 10        | 1:01.73   | +1.67    | q     |
| 21        | 18  | Nate Holland         | Estados Unidos | 1:01.77   | 21        | 1:02.14   | 8         | 1:01.77   | +1.71    | q     |
| 22        | 46  | Laro Herrero         | Espanha        | 1:03.16   | 36        | 1:01.84   | 3         | 1:01.84   | +1.78    | q     |
| 23        | 8   | Stian Sivertzen      | Noruega        | 1:01.85   | 22        | 1:01.87   | 5         | 1:01.85   | +1.79    | q     |
| 24        | 43  | Christian Ruud Myhre | Noruega        | 1:03.01   | 34        | 1:01.86   | 4         | 1:01.86   | +1.80    | q     |
| 25        | 10  | Paul Berg            | Alemanha       | 1:01.87   | 23        | 1:02.27   | 11        | 1:01.87   | +1.81    | q     |
| 26        | 13  | Omar Visintin        | Itália         | 1:02.09   | 24        | 1:02.15   | 9         | 1:02.09   | +2.03    | q     |
| 27        | 41  | Aleksandr Guzachev   | Rússia         | 1:03.87   | 40        | 1:02.12   | 6         | 1:02.12   | +2.06    | q     |
| 28        | 27  | Ken Vuagnoux         | França         | 1:02.22   | 25        | 1:07.45   | 33        | 1:02.22   | +2.16    | q     |
| 29        | 1   | Jarryd Hughes        | Austrália      | 1:02.31   | 26        | 1:02.67   | 16        | 1:02.31   | +2.25    | q     |
| 30        | 29  | Daniil Dilman        | Rússia         | 1:02.44   | 27        | 1:02.33   | 12        | 1:02.33   | +2.27    | q     |
| 31        | 32  | Tony Ramoin          | França         | 1:02.45   | 28        | 1:03.68   | 24        | 1:02.45   | +2.39    | q     |
| 32        | 17  | Paul-Henri de le Rue | França         | 1:02.47   | 29        | 1:02.50   | 14        | 1:02.47   | +2.41    | q     |
| 33        | 40  | Shinya Momono        | Japão          | 1:02.81   | 31        | 1:02.47   | 13        | 1:02.47   | +2.41    |       |
| 34        | 28  | Jerome Lymann        | Suíça          | 1:02.50   | 30        | 1:02.71   | 17        | 1:02.50   | +2.44    |       |
| 35        | 38  | Baptiste Brochu      | Canadá         | 1:03.14   | 35        | 1:02.62   | 15        | 1:02.62   | +2.56    |       |
| 36        | 51  | David Bakes          | Chéquia        | 1:02.83   | 32        | 1:03.28   | 22        | 1:02.83   | +2.77    |       |
| 37        | 45  | Steven Williams      | Argentina      | 1:02.98   | 33        | 1:02.85   | 18        | 1:02.85   | +2.79    |       |
| 38        | 39  | Martin Noerl         | Alemanha       | 1:03.33   | 38        | 1:03.01   | 19        | 1:03.01   | +2.95    |       |
| 39        | 25  | Hanno Douschan       | Áustria        | 1:03.95   | 42        | 1:03.07   | 20        | 1:03.07   | +3.01    |       |
| 40        | 35  | Matija Mihic         | Eslovênia      | 1:03.31   | 37        | 1:03.14   | 21        | 1:03.14   | +3.08    |       |
| 41        | 34  | Rok Rogelj           | Eslovênia      | 1:03.49   | 39        | 1:03.42   | 23        | 1:03.42   | +3.36    |       |
| 42        | 49  | Simon White          | Argentina      | 1:04.49   | 46        | 1:03.86   | 25        | 1:03.86   | +3.80    |       |
| 43        | 48  | Jan Kubicik          | Chéquia        | 1:03.87   | 41        | 1:03.99   | 26        | 1:03.87   | +3.81    |       |
| 44        | 36  | Geza Kinda           | Roménia        | 1:04.48   | 45        | 1:04.14   | 27        | 1:04.14   | +4.08    |       |
| 45        | 9   | Trevor Jacob         | Estados Unidos | 1:04.18   | 43        | 1:04.83   | 29        | 1:04.18   | +4.12    |       |
| 46        | 37  | Alexis Tsokos        | Grécia         | 1:04.42   | 44        | 1:04.82   | 28        | 1:04.42   | +4.36    |       |
| 47        | 33  | Kevin Klossner       | Suíça          | 1:04.63   | 47        | 1:04.84   | 30        | 1:04.63   | +4.57    |       |
| 48        | 44  | Daisuke Watanabe     | Japão          | 1:04.93   | 48        | 1:04.86   | 31        | 1:04.86   | +4.80    |       |
| 49        | 52  | Michal Hanko         | Chéquia        | 1:09.50   | 50        | 1:06.74   | 32        | 1:06.74   | +6.68    |       |
| 50        | 42  | Tomas Galan de Malta | Argentina      | 1:08.17   | 49        | 1:07.48   | 34        | 1:07.48   | +7.42    |       |
| 51        | 50  | Woo Jin-yong         | Coreia do Sul  | 1:10.53   | 51        | 1:08.41   | 35        | 1:08.41   | +8.35    |       |
| 52        | 47  | Thomas Bankes        | Reino Unido    | DNS       | 52        | DNS       | 36        | 9:99.99 ! | +99.99 ! |       |

## Fase eliminatória
A seguir estão os resultados da rodada de eliminação. 

### Oitavas de final
As oitavas de final ocorreu dia 17 de janeiro. Os dois melhores de cada bateria avançam para as quartas de final.
| Colocação | Bib | Nome                 | Nacionalidade | Notas |
| --------- | --- | -------------------- | ------------- | ----- |
| 1         | 1   | Alex Pullin          | Austrália     | Q     |
| 2         | 17  | Anton Lindfors       | Finlândia     | Q     |
| 3         | 32  | Paul-Henri de le Rue | França        |       |
| 4         | 16  | Jussi Taka           | Finlândia     |       |

| Colocação | Bib | Nome                 | Nacionalidade | Notas |
| --------- | --- | -------------------- | ------------- | ----- |
| 1         | 25  | Paul Berg            | Alemanha      | Q     |
| 2         | 8   | Kevin Hill           | Canadá        | Q     |
| 3         | 24  | Christian Ruud Myhre | Noruega       |       |
| 4         | 9   | Emanuel Perathoner   | Itália        |       |

| Colocação | Bib | Nome                 | Nacionalidade  | Notas |
| --------- | --- | -------------------- | -------------- | ----- |
| 1         | 28  | Ken Vuagnoux         | França         | Q     |
| 2         | 21  | Nate Holland         | Estados Unidos | Q     |
| 3         | 5   | Alex Deibold         | Estados Unidos |       |
| 4         | 12  | Christopher Robanske | Canadá         |       |

| Colocação | Bib | Nome                | Nacionalidade | Notas |
| --------- | --- | ------------------- | ------------- | ----- |
| 1         | 4   | Tommaso Leoni       | Itália        | Q     |
| 2         | 20  | Alessandro Hämmerle | Áustria       | Q     |
| 3         | 13  | Konstantin Schad    | Alemanha      |       |
| 4         | 29  | Jarryd Hughes       | Austrália     |       |

| Colocação | Bib | Nome                | Nacionalidade | Notas |
| --------- | --- | ------------------- | ------------- | ----- |
| 1         | 14  | Lluis Marin Tarroch | Andorra       | Q     |
| 2         | 19  | Julian Lueftner     | Áustria       | Q     |
| 3         | 30  | Daniil Dilman       | Rússia        |       |
| 4         | 3   | Markus Schairer     | Áustria       | DNS   |

| Colocação | Bib | Nome               | Nacionalidade | Notas |
| --------- | --- | ------------------ | ------------- | ----- |
| 1         | 11  | Cameron Bolton     | Austrália     | Q     |
| 2         | 22  | Laro Herrero       | Espanha       | Q     |
| 3         | 6   | Nikolay Olyunin    | Rússia        |       |
| 4         | 27  | Aleksandr Guzachev | Rússia        |       |

| Colocação | Bib | Nome             | Nacionalidade  | Notas |
| --------- | --- | ---------------- | -------------- | ----- |
| 1         | 10  | Nick Baumgartner | Estados Unidos | Q     |
| 2         | 7   | Pierre Vaultier  | França         | Q     |
| 3         | 23  | Stian Sivertzen  | Noruega        |       |
| 4         | 26  | Omar Visintin    | Itália         |       |

| Colocação | Bib | Nome             | Nacionalidade | Notas |
| --------- | --- | ---------------- | ------------- | ----- |
| 1         | 18  | Luca Matteotti   | Itália        | Q     |
| 2         | 15  | Regino Hernandez | Espanha       | Q     |
| 3         | 31  | Tony Ramoin      | França        |       |
| 4         | 2   | Lucas Eguibar    | Espanha       |       |

### Quartas de final
Os dois melhores de cada bateria avançam para as semifinais.
| Colocação | Bib | Nome           | Nacionalidade | Notas |
| --------- | --- | -------------- | ------------- | ----- |
| 1         | 1   | Alex Pullin    | Austrália     | Q     |
| 2         | 8   | Kevin Hill     | Canadá        | Q     |
| 3         | 25  | Paul Berg      | Alemanha      |       |
| 4         | 17  | Anton Lindfors | Finlândia     |       |

| Colocação | Bib | Nome                | Nacionalidade  | Notas |
| --------- | --- | ------------------- | -------------- | ----- |
| 1         | 20  | Alessandro Hämmerle | Áustria        | Q     |
| 2         | 21  | Nate Holland        | Estados Unidos | Q     |
| 3         | 28  | Ken Vuagnoux        | França         |       |
| 4         | 4   | Tommaso Leoni       | Itália         |       |

| Colocação | Bib | Nome                | Nacionalidade | Notas |
| --------- | --- | ------------------- | ------------- | ----- |
| 1         | 14  | Lluis Marin Tarroch | Andorra       | Q     |
| 2         | 22  | Laro Herrero        | Espanha       | Q     |
| 3         | 19  | Julian Lueftner     | Áustria       |       |
| 4         | 11  | Cameron Bolton      | Austrália     |       |

| Colocação | Bib | Nome             | Nacionalidade  | Notas |
| --------- | --- | ---------------- | -------------- | ----- |
| 1         | 10  | Nick Baumgartner | Estados Unidos | Q     |
| 2         | 18  | Luca Matteotti   | Itália         | Q     |
| 3         | 15  | Regino Hernandez | Espanha        |       |
| 4         | 7   | Pierre Vaultier  | França         |       |

### Semifinal
| Colocação | Bib | Nome                | Nacionalidade  | Notas |
| --------- | --- | ------------------- | -------------- | ----- |
| 1         | 21  | Nate Holland        | Estados Unidos | Q     |
| 2         | 8   | Kevin Hill          | Canadá         | Q     |
| 3         | 20  | Alessandro Hämmerle | Áustria        |       |
| 4         | 1   | Alex Pullin         | Austrália      |       |

| Colocação | Bib | Nome                | Nacionalidade  | Notas |
| --------- | --- | ------------------- | -------------- | ----- |
| 1         | 18  | Luca Matteotti      | Itália         | Q     |
| 2         | 10  | Nick Baumgartner    | Estados Unidos | Q     |
| 3         | 14  | Lluis Marin Tarroch | Andorra        |       |
| 4         | 22  | Laro Herrero        | Espanha        |       |

### Final

#### Pequena Final
| Colocação | Bib | Nome                | Nacionalidade | Notas |
| --------- | --- | ------------------- | ------------- | ----- |
| 5         | 20  | Alessandro Hämmerle | Áustria       |       |
| 6         | 1   | Alex Pullin         | Austrália     |       |
| 7         | 22  | Laro Herrero        | Espanha       |       |
| 8         | 14  | Lluis Marin Tarroch | Andorra       |       |

#### Grande Final
| Colocação         | Bib | Nome             | Nacionalidade  | Notas |
| ----------------- | --- | ---------------- | -------------- | ----- |
| Medalha de ouro   | 18  | Luca Matteotti   | Itália         |       |
| Medalha de prata  | 8   | Kevin Hill       | Canadá         |       |
| Medalha de bronze | 10  | Nick Baumgartner | Estados Unidos |       |
| 4                 | 21  | Nate Holland     | Estados Unidos |       |

Legenda
| Recorde mundial       | Recorde mundial (World record)               |                       | Recorde africano                      | Recorde africano (African) |                                           | Q | Classificado por posição (Qualified) |
| Recorde do campeonato | Recorde do campeonato (Championship record)  | Recorde da América    | Recorde da América (Americas)         | q                          | Classificado por melhor tempo (Qualified) |   |                                      |
| Melhor marca do ano   | Melhor marca do ano (World leading)          | Recorde asiático      | Recorde asiático (Asian)              | DNS                        | Não largou (Did not start)                |   |                                      |
| Recorde nacional      | Recorde nacional (National record)           | Recorde europeu       | Recorde europeu (European)            | DNF                        | Não terminou (Did not finish)             |   |                                      |
| Recorde pessoal       | Recorde pessoal do atleta (Personal best)    | Recorde da Oceania    | Recorde da Oceania (Oceania)          | DSQ / DQ                   | Desclassificado (Disqualified)            |   |                                      |
| Recorde da temporada  | Recorde da temporada do atleta (Season best) | Recorde sul-americano | Recorde sul-americano (South America) | NM                         | Sem marca (No mark)                       |   |                                      |